# Runcu (Vâlcea)
Runcu è un comune della Romania di 1 103 abitanti, ubicato nel distretto di Vâlcea, nella regione storica della Muntenia. 
Il comune è formato dall'unione di 7 villaggi: Căligi, Gropeni, Runcu, Snamana, Surpați, Valea Babei, Vărateci.